# Musopen
Musopen es un proyecto colaborativo basado en el micromecenazgo o aporte monetario de pequeñas cantidades de dinero (o medianas), para esto el proyecto utilizó el sitio web Kickstarter.
La idea del proyecto es utilizar música clásica en dominio público para reproducirla, grabarla y liberarla permitiendo su libre acceso y descarga desde la red.

## Historia
Musopen fue iniciado en agosto de 2010, su meta original era reunir 11 mil $US, pero en un mes reunió la cantidad de 68 mil US $.
El proyecto fue completado en septiembre de 2012. Toda la música grabada está alojada en el sitio web Internet archive. Toda la música puede ser descargada gratuitamente y escucharla, copiarla, distribuirse o venderse.
La licencia del disco es Creative Commons license: Public Domain Mark 1.0.

## Contenido
El resultado del proyecto contiene los siguientes actores y álbumes.
- Beethoven - Coriolan Overture
- Beethoven - Egmont Overture Op. 84
- Beethoven - Symphony No 3 Eroica
- Borodin - In The Steppes Of Central Asia
- Brahms - Symphony No 1 in C Major
- Brahms - Symphony No 2 in D major
- Brahms - Symphony No 3
- Brahms - Symphony No 4 in E minor
- Brahms - Tragic Overture
- Goldberg Variations
- Grieg - Peer Gynt
- Mendelssohn - Hebrides
- Mendelssohn - Italian Symphony
- Mendelssohn - Scottish Symphony
- Mozart - Magic Flute Overture
- Mozart - Marriage Of Figaro
- Mozart - Symphony No 40 in G Minor
- Rimsky Korsakov - Russian Overture
- Schubert - The Piano Sonatas
- Smetana - Vltava
- Tchaikovsky - Symphony Pathetique[5]

Cuartetos de cuerda:
- Beethoven String Quartet in B flat Major Op 18
- Borodin String Quartet No 1
- Borodin String Quartet No 2
- Dvorak - American in F major
- Dvorak Quartet in F Major Op 51
- Haydn Quartet in D Major Op.64
- Mendelssohn Quartet in F Minor Op 80
- Mozart Quartet D Minor K421
- Mozart Quartet in C Major K 465
- Suk -Meditation